# Jack Fitzgerald (Radsportler)
Maurice „Jack“ Fitzgerald (* 10. November 1899 in Iona (Victoria); † unbekannt) ist ein ehemaliger australischer Radrennfahrer und nationaler Meister im Radsport.

## Sportliche Laufbahn
Fitzgerald war im Bahnradsport und im Straßenradsport aktiv. Als Amateur siegte er 1921 in der nationalen Meisterschaft im Sprint. 1927 gewann er das Sechstagerennen von Sydney mit Ken Ross als Partner. 1925 war er Zweiter, 1923 Dritter in dem Rennen geworden. Mit dem Austral Wheel Race gewann er 1922 das älteste australische Bahnrennen. 1930 stellte er einen Weltrekord über eine Viertelmeile mit fliegendem Start auf. 1924 startete er als einer der ersten Australier in Frankreich und gewann dort eine Reihe von Bahnrennen. Darunter war der Grand Prix d’Été (ein Sprinterrennen), der Grand Prix de Montrouge und der Grand Prix d’Étrangers (alles Sprinterrennen).
1927 bestritt er einige Sechstagerennen in den Vereinigten Staaten. 1929 gewann er die nationale Meisterschaft im Sprint und im Punktefahren. 
Auf der Straße gewann er in seiner ersten Saison als Radrennfahrer 1921 die 25-Meilen-Meisterschaft von Victoria, 1922 verteidigte er den Titel.